# Birmingham (Michigan)
Birmingham é uma cidade localizada no estado americano de Michigan, no Condado de Oakland.

## Demografia
Segundo o censo americano de 2000, a sua população era de 19.291 habitantes.
Em 2006, foi estimada uma população de 19.185, um decréscimo de 106 (-0.5%).

## Geografia
De acordo com o United States Census Bureau tem uma área de 12,4 km², dos quais 12,4 km² cobertos por terra e 0,0 km² cobertos por água. Birmingham localiza-se a aproximadamente 202 m acima do nível do mar.

## Localidades na vizinhança
O diagrama seguinte representa as localidades num raio de 8 km ao redor de Birmingham.